# Lellingeria oreophila
Lellingeria oreophila är en stensöteväxtart som först beskrevs av William Ralph Maxon, och fick sitt nu gällande namn av Alan Reid Smith och R. C. Moran. Lellingeria oreophila ingår i släktet Lellingeria och familjen Polypodiaceae. Inga underarter finns listade.